# Josefa Vicenta Giambastiani de Peláez
Josefa Vicenta Giambastiani de Peláez (1891 - 1974) fue una geóloga argentina, la primera mujer en recibir el título de Doctora en Ciencias Geológicas de la Facultad de Ciencias Exactas Físicas y Naturales de la Universidad Nacional de Córdoba. Escribió uno de los manuales clásicos para la enseñanza de la Argentina, publicado por Peuser en 1935, con numerosas reediciones y amén de sus  descubrimientos en petrología, mineralogía y química de mármoles fue una destacada docente de nivel Primario.

## Biografía
Josefa Vicenta Giambastiani de Peláez fue la primera mujer en culminar su Doctorado en Ciencias Geológicas en la Facultad de Ciencias Exactas, Físicas y Naturales de la Universidad Nacional de Córdoba, en el año 1931. Su Tesis doctoral fue referida a petrografía, mineralogía y quimismo de los mármoles de las Canteras El Sauce sitas en las Sierras Chicas de Córdoba. En sus estudios descubrió una macla rara en la calcita (Ley de Traversella). Fue docente de diversas instituciones de Educación primaria, secundaria y universitaria de las ciudades de Río Cuarto, San Francisco y Córdoba. En su vida académica se apasionó particularmente por las actividades desarrolladas en el Museo Florentino Ameghino. Escribió numerosas obras orientadas a la educación primaria y secundaria, destacándose su Nociones de Mineralogía y Geología Argentinas.